# Dicranota praecisa
Dicranota (Rhaphidolabis) praecisa là một loài ruồi trong họ Pediciidae. Chúng phân bố ở vùng sinh thái Palearctic.